# Don Azpiazú
Justo Ángel „Don“ Azpiazú (* 11. Februar 1893 in Cienfuegos; † 20. Januar 1943 in Havanna) war ein kubanischer Bandleader.
Azpiazú wanderte in die USA aus und arbeitete dort als Pianist. 1928 gründete er ein eigenes Orchester, das  Havana Casino Orchestra. Mit diesem brachte er 1930 seinen ersten Hit heraus, Peanut Vandor, basierend auf der im Vorjahr bei Victor Records aufgenommenen Rumba El Mansinero. Der Song machte erstmals in den USA echte kubanische Tanzmusik bekannt.
Sein Bruder Eusebio Azpiazú und dessen Frau Marion Sunshine managten 1931 seine erste Konzerttournee mit seinem Orchester durch die USA; Sunshine, die als The Rumba Lady bekannt wurde, sang dabei den Peanut Vendor. Sein nächster Hit, der später auch von Jimmy Dorsey aufgenommen wurde und zum Repertoire vieler Tanzorchester gehörte, war Green Eyes. Als erste Gruppe spielte
sein Orchester mit dem Hit Mama Inéz bei einer kubanischen Tanzaufführung eine Salsa am Broadway.
1932 kehrte er nach Kuba zurück und unternahm dann eine erfolgreiche Europatournee. Später in den 1930er Jahren hatte er in New York Auftritte im Rainbow Room mit dem Casa Loma Orchestra und im Seville Biltmore Hotel. Anfang der 1940er Jahre nahm er in den USA eine Version von Amapola auf. 1943 starb er in Kuba an einem Herzinfarkt. Auch sein Sohn Raúl Azpiazú wurde als Musiker bekannt.